# John F. Starr

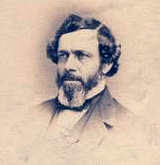
John F. Starr

John Farson Starr (* 25. März 1818 in Philadelphia, Pennsylvania; † 9. August 1904 in Atlantic City, New Jersey) war ein US-amerikanischer Politiker. Zwischen 1863 und 1867 vertrat er den Bundesstaat New Jersey im US-Repräsentantenhaus.

## Werdegang
John Starr besuchte die öffentlichen Schulen seiner Heimat. Im Jahr 1844 zog er nach Camden in New Jersey. Dort wurde er einer der Gründer der örtlichen Eisenwerke (Camden Iron Works). Außerdem wurde Starr im Handel und im Bankgewerbe tätig. Über 30 Jahre lang bis zu seinem Tod war er Präsident der First National Bank of Camden. Bei Ausbruch des Bürgerkrieges war er an der Aufstellung und der Versorgung von Truppen des Unionsheeres beteiligt.
Politisch schloss sich Starr der Republikanischen Partei an. Bei den Kongresswahlen des Jahres 1862 wurde er im ersten Wahlbezirk von New Jersey in das US-Repräsentantenhaus in Washington, D.C. gewählt, wo er am 4. März 1863 die Nachfolge von John T. Nixon antrat. Nach einer Wiederwahl konnte er bis zum 3. März 1867 zwei Legislaturperioden im Kongress absolvieren. Diese waren von den Ereignissen des Bürgerkrieges und dessen Folgen geprägt. Seit 1865 war die Arbeit des Kongresses von dem Konflikt zwischen der Republikanischen Partei und Präsident Andrew Johnson überschattet, der in einem nur knapp gescheiterten Amtsenthebungsverfahren gipfelte. 1865 wurde der 13. Verfassungszusatz ratifiziert.
Nach dem Ende seiner Zeit im US-Repräsentantenhaus nahm John Starr seine früheren Tätigkeiten wieder auf. Er blieb bis zu seinem Tod Präsident der First National Bank of Camden und starb am 9. August 1904 in Atlantic City.